# Kärrnässjön
Kärrnässjön är en sjö i Strömsunds kommun i Jämtland och ingår i Ångermanälvens huvudavrinningsområde. Sjön har en area på 6,04 kvadratkilometer och ligger 293,9 meter över havet. Sjön avvattnas av vattendraget Edsån (Rusvattenån).

## Delavrinningsområde
Kärrnässjön ingår i det delavrinningsområde (709331-147246) som SMHI kallar för Utloppet av Kärrnässjön. Medelhöjden är 351 meter över havet och ytan är 42,28 kvadratkilometer. Räknas de 49 avrinningsområdena uppströms in blir den ackumulerade arean 328,32 kvadratkilometer. Edsån (Rusvattenån) som avvattnar avrinningsområdet har biflödesordning 3, vilket innebär att vattnet flödar genom totalt 3 vattendrag innan det når havet efter 205 kilometer. Avrinningsområdet består mestadels av skog (72 procent). Avrinningsområdet har 6,02 kvadratkilometer vattenytor vilket ger det en sjöprocent på 14,2 procent.